# Valentine Strasser
Valentine Esegragbo Melvine Strasser (Freetown, 26 aprile 1967) è un politico e militare sierraleonese.
È stato il capo di Stato della Sierra Leone dall'aprile 1992 al gennaio 1996. Divenne il più giovane capo di Stato a soli 25 anni, salendo al potere dopo aver condotto un colpo di Stato.